# 七股鹽場

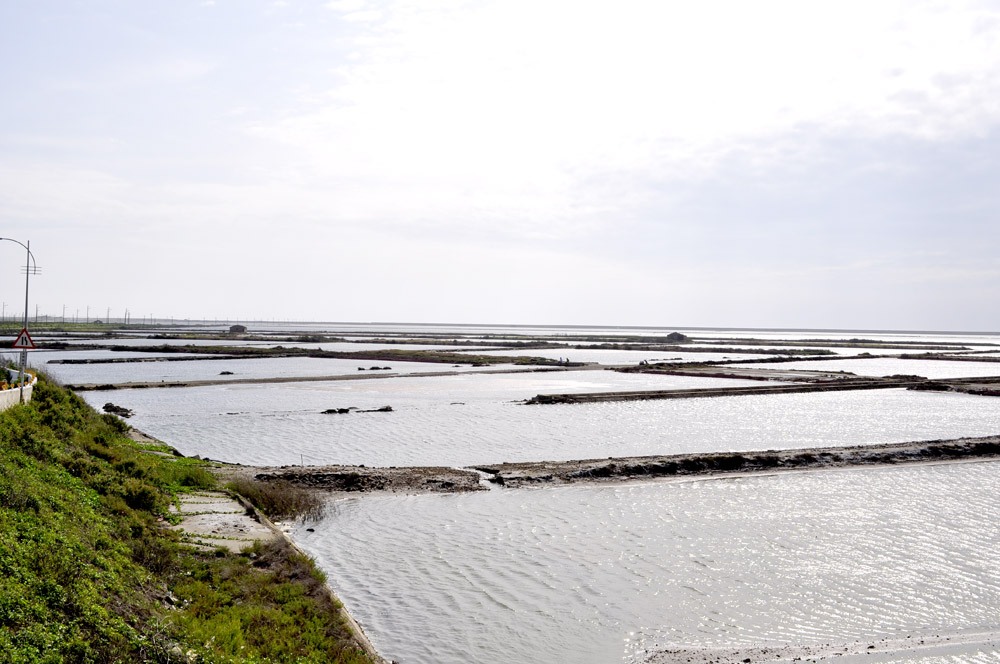
扇形鹽田一隅（拍攝地點：將軍區鯤鯓里鹽豐橋西側）

七股鹽場，是臺灣製鹽總廠在臺灣所設的六大鹽場中最大者，該鹽場總佔地2,800餘公頃，位在臺南市七股區與將軍區轄區內。七股鹽場的鹽田包含台區鹽田、南鹽鹽田、七股新鹽灘第一工區（扇形鹽田）、七股新鹽灘第二工區（青鯤鯓鹽田）。鹽場共分為四個生產區，第一生產區位於頂山，第二生產區位於中寮，第三生產區位於台區和西區，第四生產區位於青鯤鯓。
此外，該鹽場也是臺灣鹽業史上最後一個鹽場，民國91年（2002年）5月最後一次收鹽後，該鹽場與臺灣338年的曬鹽史一同結束。2003年台鹽民營化，將所有鹽田土地減資交回國有財產局。鹽田土地閒置後，成為許多鳥類的棲息地。近年來，整個七股鹽場，以及南側的七股溪出海口範圍，共同被劃入七股鹽田濕地，但鹽場並不位於台江國家公園的範圍內。

## 沿革

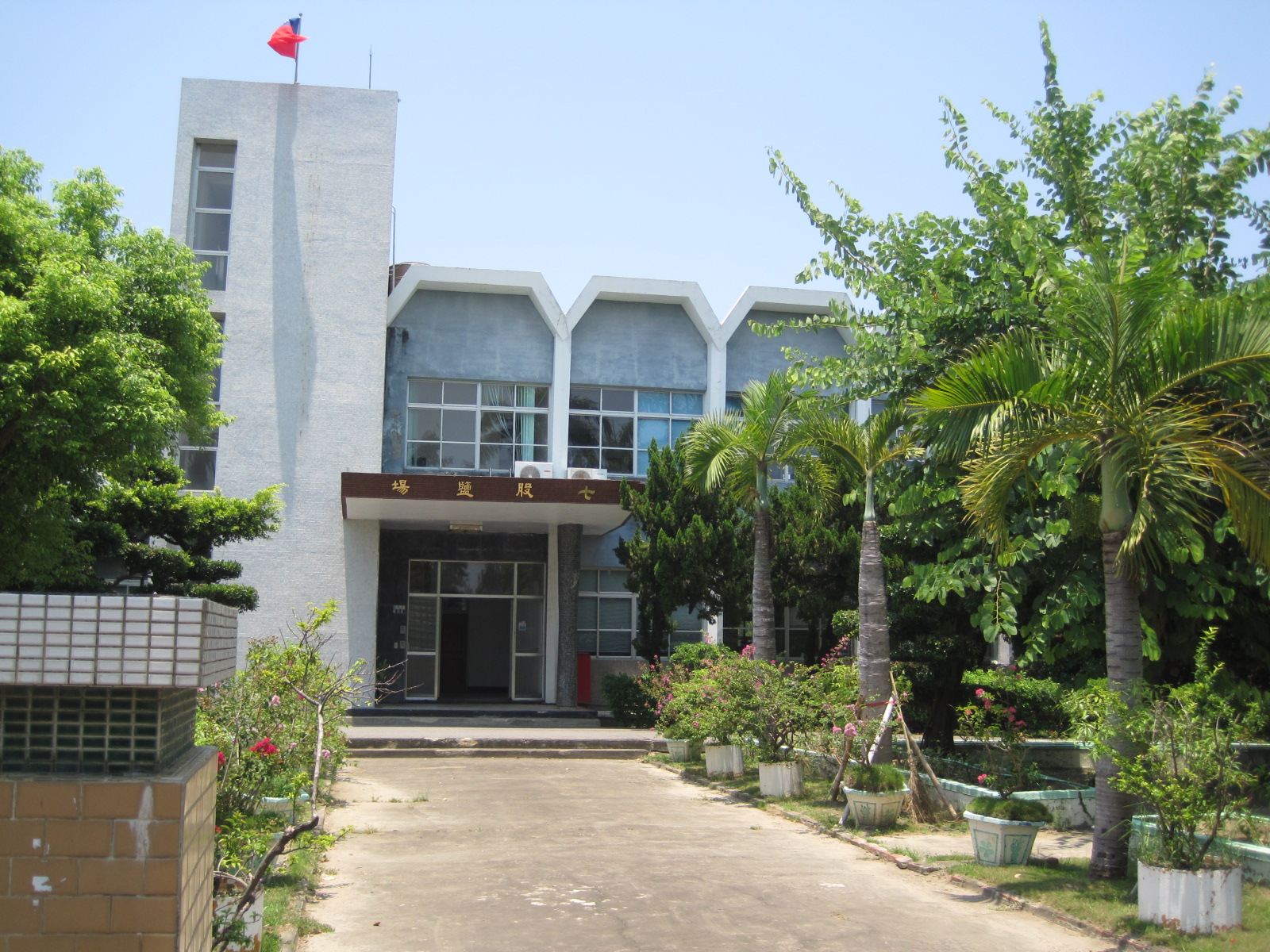
七股鹽場辦公區

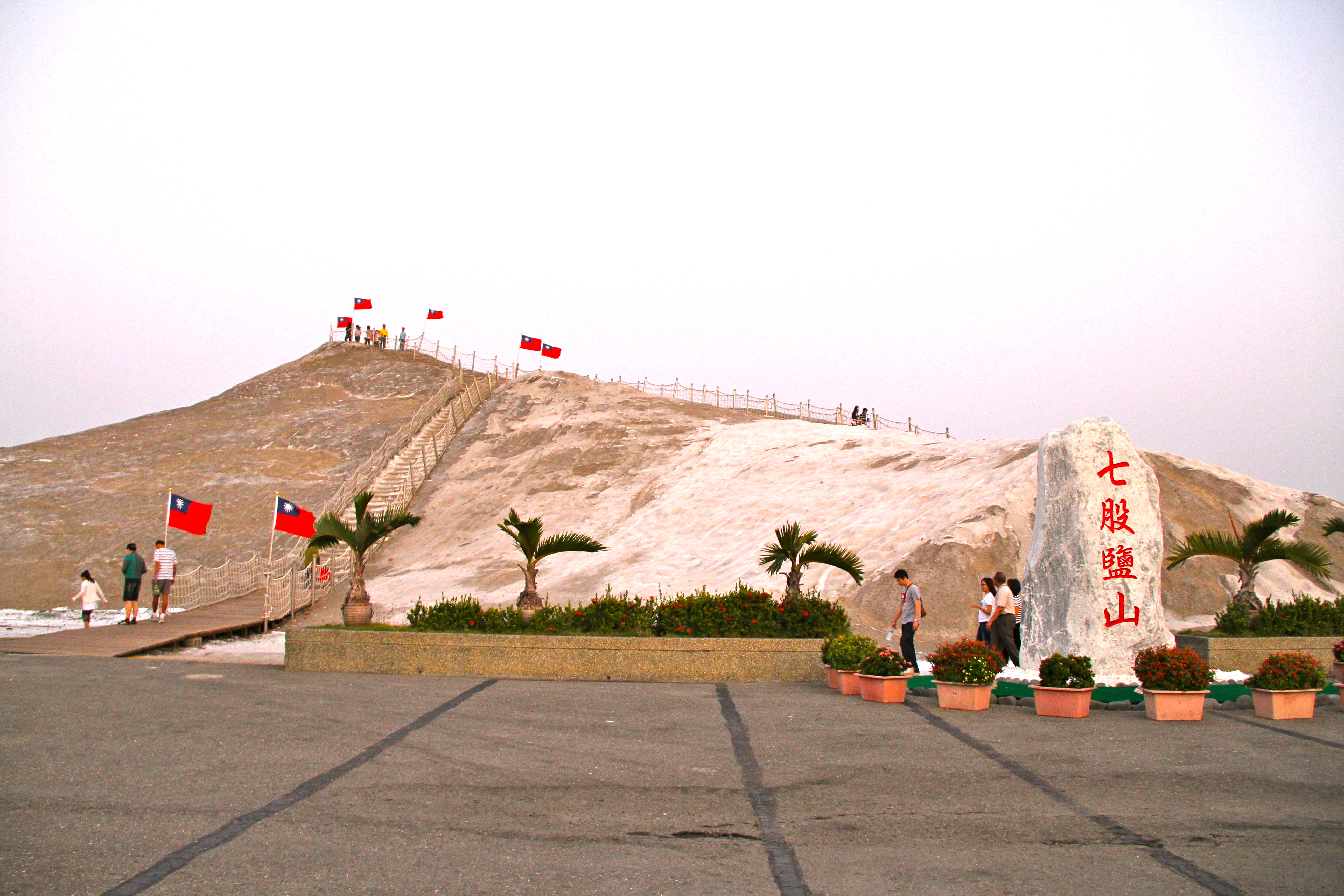
台區鹽田東側的七股鹽山

### 清代
七股區及附近地區在過去即是臺灣適合曬鹽之處，清朝的洲北場、洲南場與瀨東場都曾在此落腳過，但先後都因洪水而再遷徙到他處，鹽田因此廢棄。到了日治時期，才又重新將這一帶開發成鹽田。

### 日治時期
台區鹽田
昭和10年（1935年），為因應日本工業需求，臺灣製鹽株式會社最早在此以「圍堤造地」將七股潟湖海埔地（今七股區鹽埕里西側與北側）開闢成鹽田，後來稱作「台區鹽田」，其佔地有337甲，為臺灣總督府專賣局提倡建設新式鹽田後第一個開闢的鹽田，同時也是臺灣鹽業往大面積經營的示範鹽田。而為了經營鹽田，該會社便從臺南北門與嘉義縣布袋募集鹽工，後來這些鹽工在此定居而形成今天臺南市七股區鹽埕里。
南鹽鹽田
昭和13年（1938年），南日本鹽業株式會社興建南鹽鹽田（七股區中寮、頂山、西寮、鯤鯓至馬沙溝一帶），四年後（1942年）完工，佔地1,137甲。而在開發當時，為了取得土地遂強行徵收了當地居民的魚塭。

### 戰後
二次大戰結束後，日治時期的兩處鹽田均由臺灣製鹽總廠（台鹽實業前身）接收，成為七股鹽場，而同時為防堵私鹽以確保鹽稅收入，在此設有鹽警第一大隊部（其原址後來成為訓練臺灣本地鹽警的「臺灣省警察學校臺南分班」，今佳里國中後港校區旁）及碉堡等設施。
七股新鹽灘第一工區（扇形鹽田）、七股新鹽灘第一工區（青鯤鯓鹽田）
後來因國內用鹽需求日增，遂在民國60年（1971年）1月開始在台區鹽田以北，今將軍區中心漁港以南依地形蓋了七股新鹽灘第一、二工區，亦分別稱為「扇形鹽田」和「青鯤鯓鹽田」，於六年後（1977年）完工，而此扇形鹽田為戰後開闢唯一的扇狀鹽田。
結束曬鹽
因臺灣鹽業逐漸失去競爭力，遂於民國69年（1980年）後開始將「鹽灘」機械化，因而得遣散因此多出的鹽工。由於此時鹽村年輕人較想至外面的工廠就業，因此一部分的鹽工便接受了臺鹽的安排，但亦有堅持要留下來者，後來臺鹽因無法說服他們，便將頂山前（南鹽鹽田內）畫出一部分地繼續人工曬鹽。
而即使曬鹽機械化，臺灣鹽業依然無法競爭，於是臺鹽決定關閉臺灣所有的鹽場。民國90年（2001年）10月，臺鹽最後的180名鹽工結束了工作，隔年5月機械化鹽灘最後一次採收完成。

## 鹽田資料
以下所列為七股鹽場的鹽田，民國時期分別由台區、中寮、後港、馬沙溝與鯤鯓五個場務所管理。
| 鹽田名       | 面積      | 鹽田結構   | 開發者             | 備註 |
| ------------ | --------- | ---------- | ------------------ | --- |
| 台區鹽田     | 386公頃   | 集中式土盤 | 臺灣製鹽株式會社   | 日治時期為雇曬制，即雇用鹽工來曬鹽。                                                                         |
| 南鹽鹽田     | 1,650公頃 | 分散式土盤 | 南日本鹽業株式會社 | 日治時期為承攬制，即將一副或半副具完整生產設施的鹽田交由特定的負責人或承攬人管理使用，薪資以產出的鹽量計算。 |
| 第一、二工區 | 716公頃   | 集中式土盤 | 臺灣製鹽總廠       | 民國時期唯一新建的鹽田。鹽業沒落時其中126公頃在民國81年（1992年）5月給臺南縣政府興建將軍鄉中心漁港。         |

## 七股鹽鐵

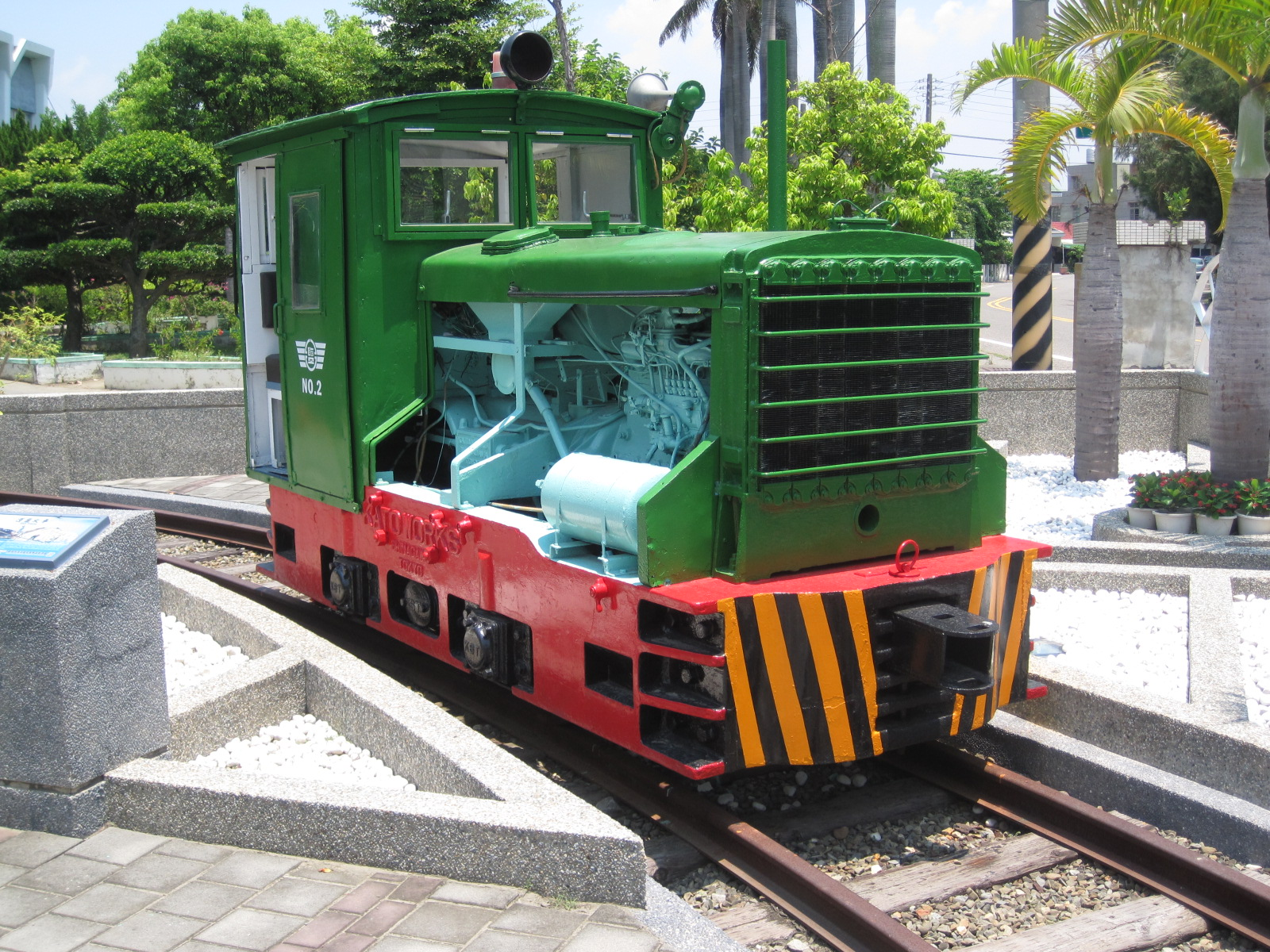
放置在七股鹽場展示的加藤製作所內燃機車

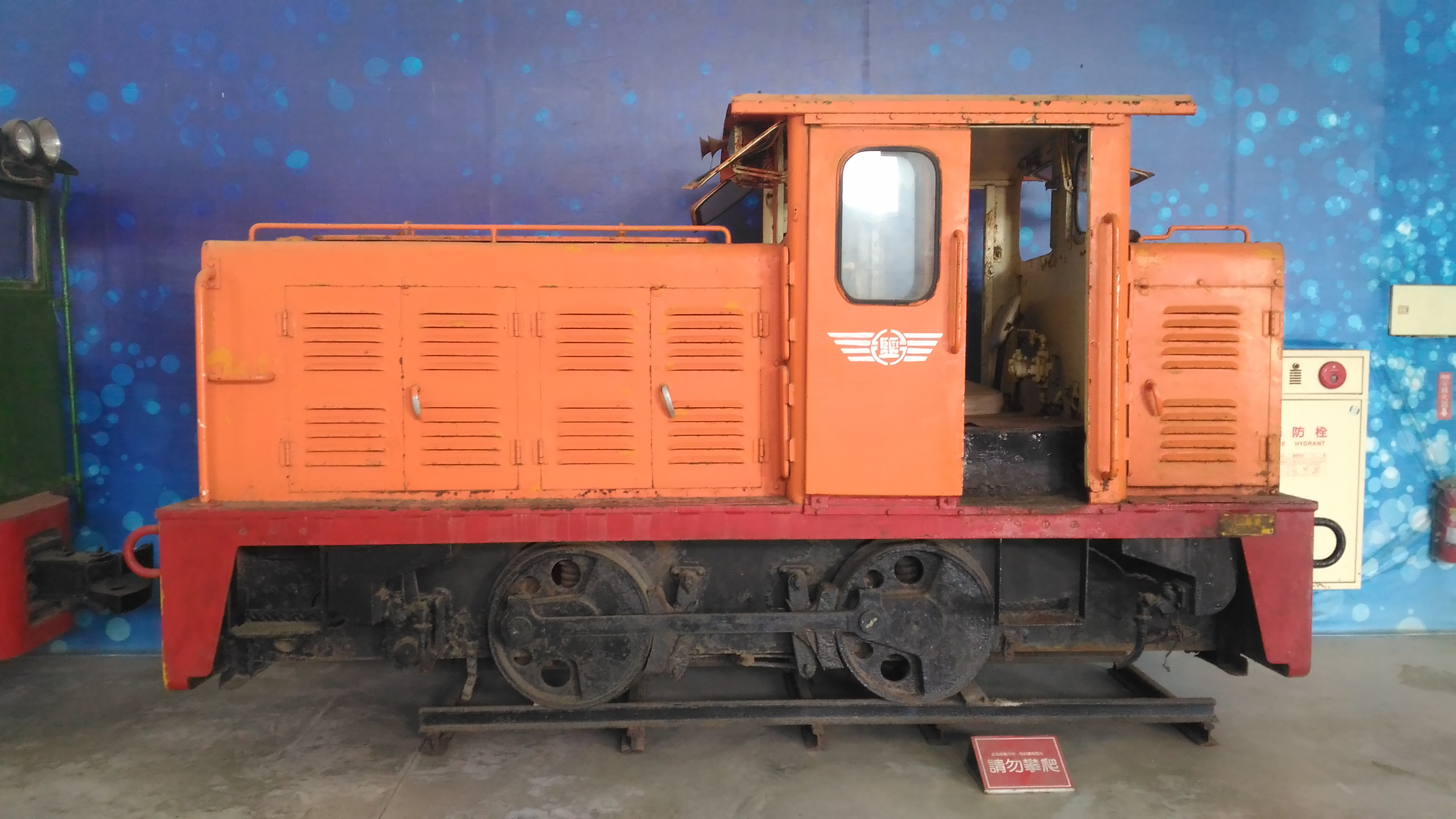
放置在七股鹽場展示的協三工業內燃機車

日治時期此處便已有鐵道來運輸各結晶池產出的鹽，集中於中寮與馬沙溝的大堆後，再用帆船載著裝入草包的鹽從將軍溪出海，轉運到停在外海的輪船（俗稱「火船」）上。戰後初期沿用此制，但為減少轉運消耗，便利用美援於民國41至43年（1952年－1954年）增設軌道並跟臺糖鐵路接軌。此後鹽廠產出的鹽改由臺糖小火車運到新營太子宮轉運臺（臺南市新營區南梓國小前），轉由臺鐵運送到高雄港13號倉庫，轉由輪船外銷。但隨著公路運輸的逐漸發達以及鹽的停止外銷，最後便停止使用鐵路運輸。
七股鹽場內的鐵路有三條主要運鹽鐵路，貫穿台區及南鹽鹽田。目前該鐵道的車庫已經以「臺鹽七股機車庫」的名稱列為歷史建築。

### 鹽場運輸鐵道路線
七股鹽場鐵道運輸路線可分為：
- 中央幹線：由本場地磅起點至1區12號
- 東幹線：由4區28號分歧沿大寮大排至4區44號向北轉至2區31號
- 西幹線：從本場地磅出發經6區22、16號向北轉至1區21號
- 西幹支線：從6區10號分歧出至八棟寮附近北轉至5區1號
- 另外還有臺區1號、2號、3號、4號與5號線，鹽場總線路長達29.5公里，曾是當時臺灣鹽業鐵道最長者。[6][7]

## 文化資產
與七股鹽場相關的文化資產原有四項，其中七股台區鹽警槍樓因地震傾倒而撤銷文資身分，現共有三項。

## 連結
- 台灣鹽業文化景觀之研究-以七股鹽場為例.陳柏志.2008